# Dischloridium roseum
Dischloridium roseum är en svampart som först beskrevs av Petch, och fick sitt nu gällande namn av Seifert & W. Gams 1985. Dischloridium roseum ingår i släktet Dischloridium och familjen Chaetosphaeriaceae.   Inga underarter finns listade i Catalogue of Life.